# Tour du Finistère 2012
Il Tour du Finistère 2012, ventisettesima edizione della corsa e valida come evento dell'UCI Europe Tour 2012 categoria 1.1, si svolse il 14 aprile 2012 su un percorso totale di circa 186,1 km. Fu vinto dal francese Julien Simon che terminò la gara in 4h14'35", alla media di 43,85  km/h.
Al traguardo 80 ciclisti portarono a termine il percorso.

## Ordine d'arrivo (Top 10)
| Pos. | Corridore         | Squadra       | Tempo    |
| ---- | ----------------- | ------------- | -------- |
| 1    | Julien Simon      | Saur-Sojasun  | 4h14'35" |
| 2    | Samuel Dumoulin   | Cofidis       | s.t.     |
| 3    | Jonathan McEvoy   | Endura Racing | s.t.     |
| 4    | Jérémie Galland   | Saur-Sojasun  | s.t.     |
| 5    | Lloyd Mondory     | AG2R La Mon.  | s.t.     |
| 6    | Rémi Cusin        | Type 1-Sanofi | s.t.     |
| 7    | Armindo Fonseca   | Bretagne      | s.t.     |
| 8    | Justin Jules      | Véranda Rid.  | s.t.     |
| 9    | Mirko Selvaggi    | Vacansoleil   | a 3"     |
| 10   | Anthony Delaplace | Saur-Sojasun  | s.t.     |